# 殴り込み愚連隊
『殴り込み愚連隊』（なぐりこみぐれんたい、The Frightened City）は1961年のイギリスの映画。出演はハーバート・ロムやジョン・グレッグソン、ショーン・コネリーなど。

## キャスト
※括弧内は日本語吹替（放送日1970年12月1日 東京12ch『火曜ロードショー』）
- ウォルド・ゼルニコフ：ハーバート・ロム
- セイヤーズ：ジョン・グレッグソン (俳優)（英語版）（川久保潔）
- パディー・ダミオン：ショーン・コネリー（城達也）
- ハリー・フォールチャー：アルフレッド・マークス（中村正）
- アーニャ・ベルゴディン：イボンヌ・ロメイン

## スタッフ
- 監督：ジョン・レモント
- 製作：ジョン・レモント、リー・バンス
- 脚本：リー・ヴァンス
- 撮影：デスモンド・ディキンソン
- 音楽：ノリー・パラマー